# Fir Bolg
Fir Bolg é uma tribo na mitologia celta que dominou a Irlanda por aproximadamente 37 anos até a chegada dos Thuata Dé Danann. Seriam descendentes dos Nemedianos .
Os Tuatha de Danann viveram anos nas ilhas Britânicas, até a chegada do povo Celta, que dominou as planícies das ilhas, isso se deu por volta de 600 e 500 a.C., levando o povo Danann a mudarem para as colinas e bosques.